# Alboin Spoletski
Alboin je bil od leta 757 do 758 langobardski vojvoda Spoleta. Za vojvodo ga je brez kraljevega soglasja izvolilo  spoletsko plemstvo, * ni znano, † ni znano.
Medtem ko se je papež Štefan II.  trudil, da bi v Langobardskem kraljestvu zavladal Deziderij, se je hkrati trudil, da bi se langobardski vojvodini  Benevento in Spoleto poklonili frankovskemu kralju Pipinu Malemu. Alboin in Liutprand Beneventski sta svoji vojvodini predala frankovskemu kralju, čeprav sam tega ni zahteval. Deziderij je zato uničil najprej Spoleto in nato Benevento. Alboina je ujel, Liutprand pa je pobegnil. Oblast v Spoletu je prevzel sam, oblast v Beneventu pa je predal nekemu Arehisu.

## Vir
- Jan T. Hallenbeck. Pavia and Rome: The Lombard Monarchy and the Papacy in the Eighth Century. Transactions of the American Philosophical Society, New Ser., Vol. 72, No. 4. (1982), str. 1–186.

| Alboin Spoletski Rojen: ni znano Umrl: ni znano |                         |                      |
| Vladarski nazivi                                |                         |                      |
| Predhodnik: Rathis                              | Vojvoda Spoleta 757–758 | Naslednik: Deziderij |